# Arachnodes abadiei
Arachnodes abadiei är en skalbaggsart som beskrevs av Lebis 1953. Arachnodes abadiei ingår i släktet Arachnodes och familjen bladhorningar. Inga underarter finns listade.